# Toyota Limo
Toyota Limo — вид легкового такси, выпускаемого компанией Toyota с 2003 года для южноазиатских стран, исключительно в Индонезии, Филиппинах, Таиланде и Вьетнаме. Это надёжный недорогой вариант с низкими затратами на техническое обслуживание, разработанный специально для таксопарков, с более длительными пробегами, которые могут составлять ежегодно или каждые 100 000 километров (62 000 миль). Limo представляет собой уменьшенный вариант Vios и Corolla без какого-либо дополнительного оборудования. Автомобили оснащаются теми же двигателями, но со специальным блоком управления для более экономичного расхода топлива и мягкой подвеской для комфорта.

## Vios
Limo на базе Vios эксплуатируется под видом такси в Индонезии. Аналогично базовой модели, автомобиль оснащён 1,5-литровым двигателем 1NZ-FE.
До появления Vios в 2003 году большинство такси в Индонезии выпускались на базе Soluna, который является уменьшенным вариантом Tercel в Юго-Восточной Азии. Другие такси выпускались на базе Ford Laser второго поколения, Hyundai Accent первого поколения и Kia Sephia (которые продавались в Индонезии под названиями Bimantara Cakra и Timor S5).
В 2016 году производство Limo на базе Vios было завершено в связи с запуском Avanza.

### Комплектации
- NCP42 (2003)
- NCP93 (2007)
- NCP150 (2014)

### Галерея

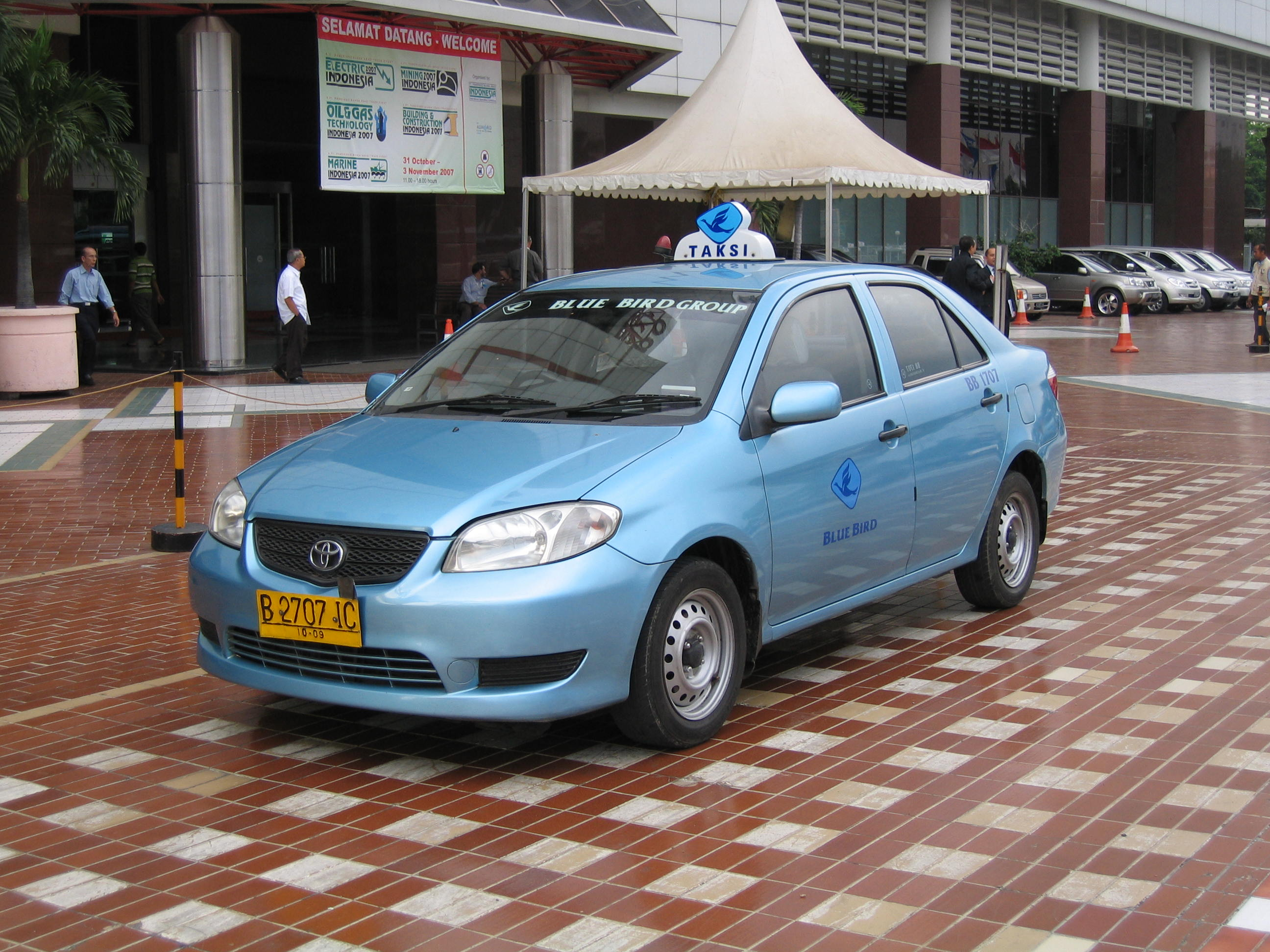
Toyota Limo (NCP42)
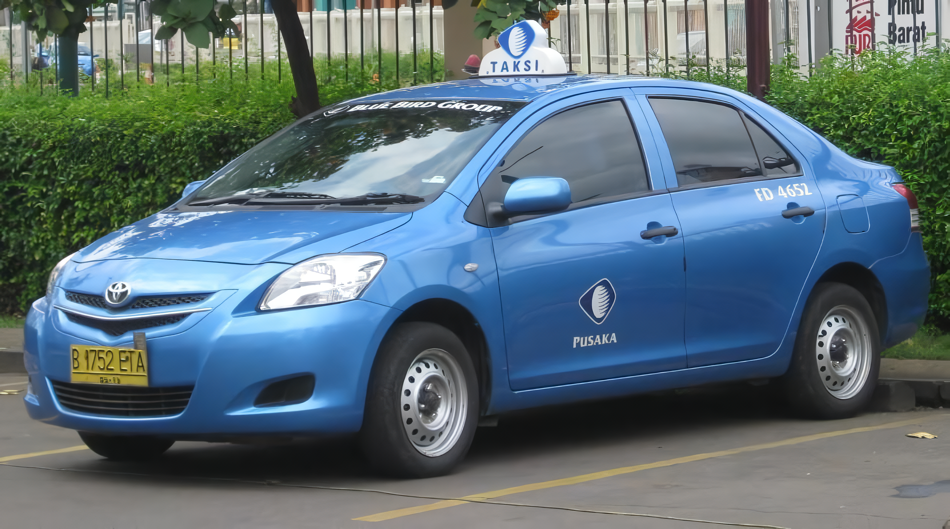
Toyota Limo (NCP93)
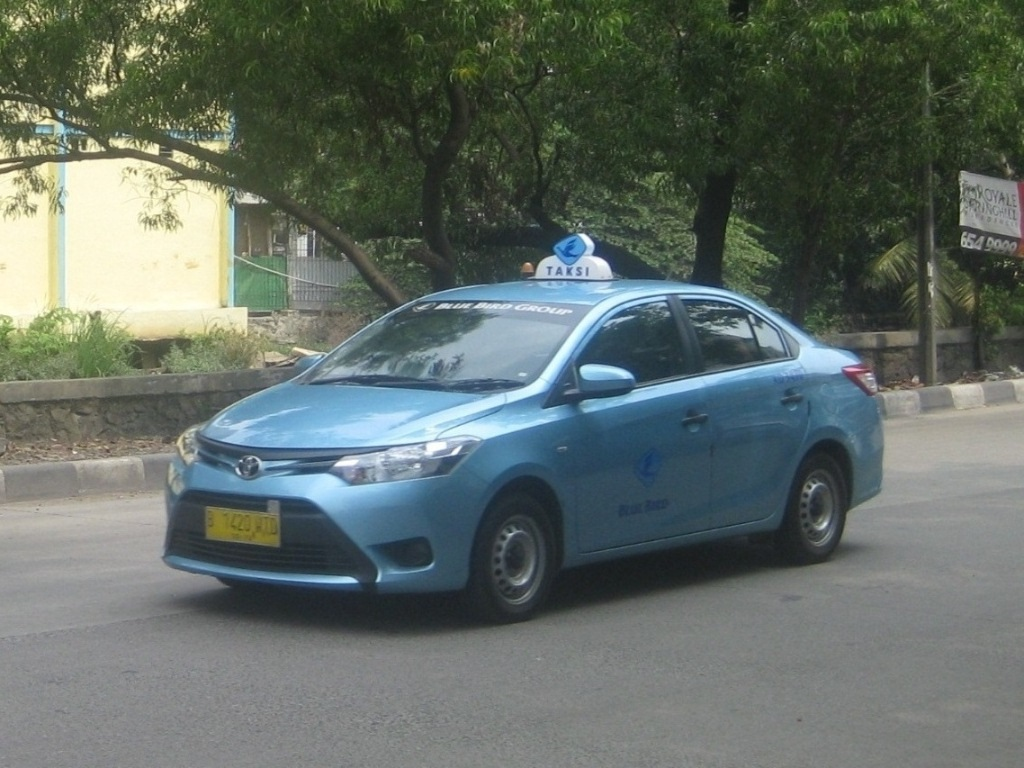
Toyota Limo (NCP150)

## Corolla

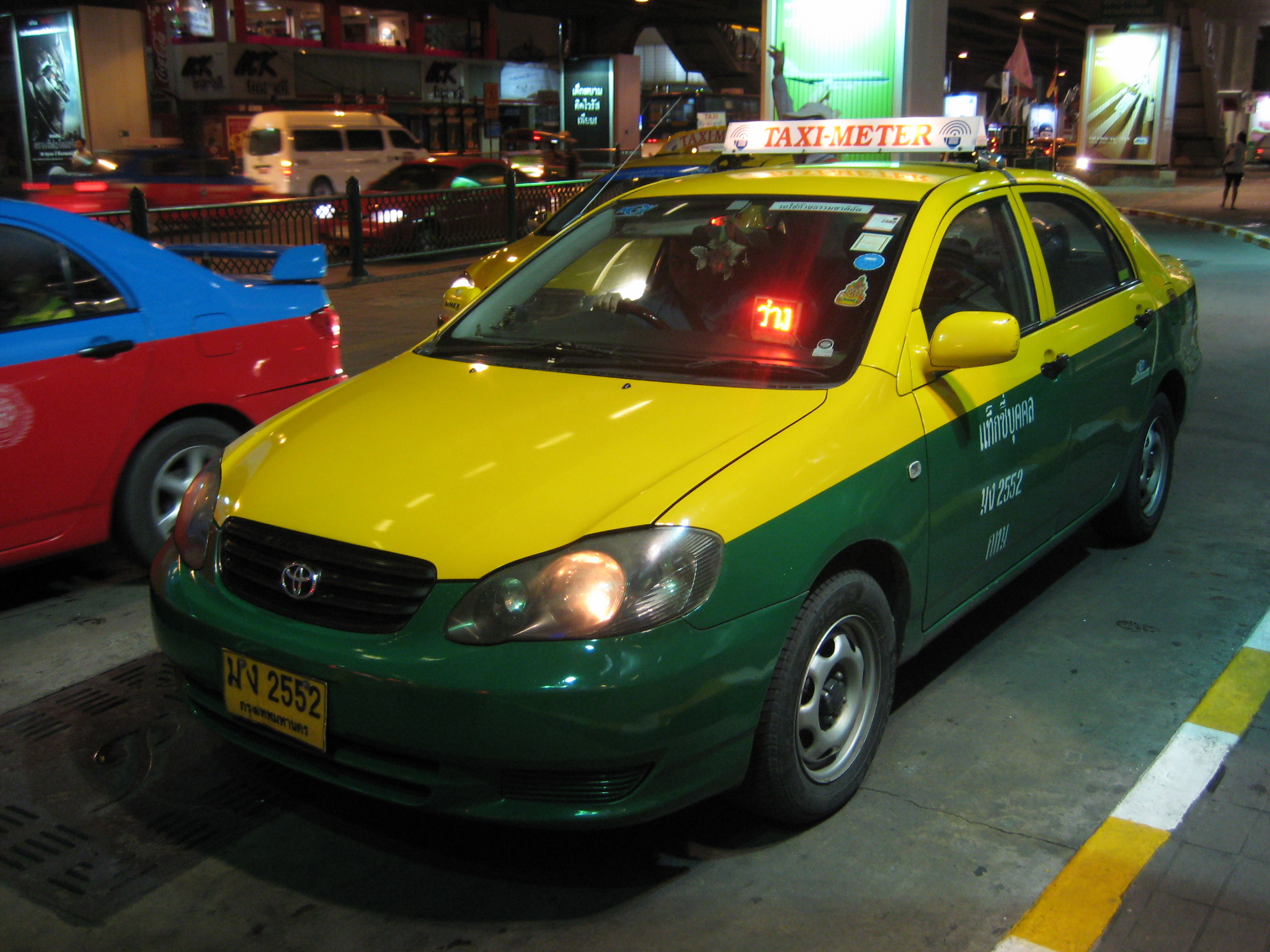
Toyota Limo (E120)

В настоящее время Toyota Limo выпускается на базе Toyota Corolla и эксплуатируется в Таиланде.

### Комплектации
- E120 (2003)
- E140 (2008)